# Coi Leray
Coi Leray Collins (Boston, Massachusetts; 11 de mayo de 1997), conocida profesionalmente como Coi Leray, es una rapera y cantante estadounidense. Comenzó a publicar música en SoundCloud y lanzó su sencillo «Huddy», junto con su mixtape debut Everythingcoz en el 2018. Después de firmar un contrato discográfico con 1801 Records y Republic Records, Leray lanzó su segundo mixtape, EC2 (2019), y su EP debut, Now or Never (2020). En 2021, el remix asistido por Lil Durk de su sencillo, «No More Parties», alcanzó el top 40 en el Billboard Hot 100 y fue certificado platino por la Recording Industry Association of America (RIAA).
En 2022, Leray lanzó su álbum de estudio debut Trendsetter. El sencillo colaborativo del álbum con Nicki Minaj, «Blick Blick», también alcanzó el top 40 del Billboard Hot 100. Su canción de 2022 «Players» alcanzó su punto máximo en el top 10 del Billboard Hot 100, y precedió a su segundo álbum de estudio, Coi (2023). Su colaboración en el sencillo «Baby Don't Hurt Me» junto a David Guetta y Anne-Marie, alcanzó el top 20 en la lista de sencillos del Reino Unido.

## Primeros años de vida

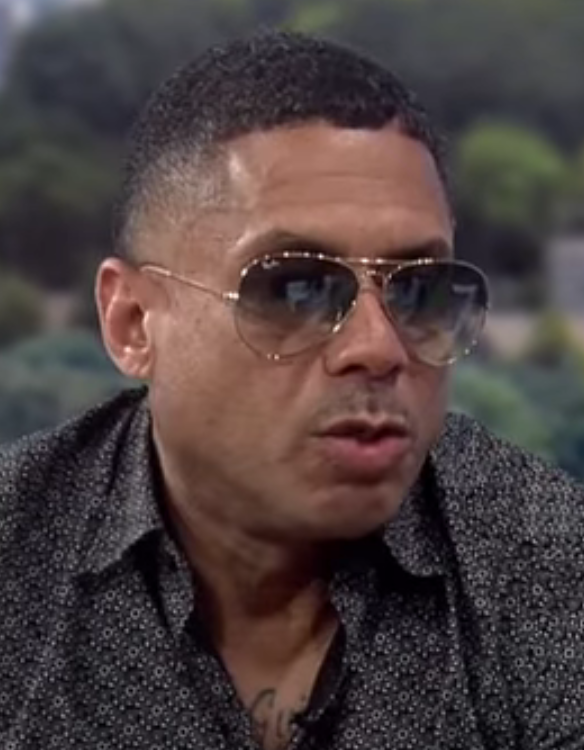
Leray es la hija del magnate de los medios y fundador de The Source Benzino (en la foto).

Collins nació el 11 de mayo de 1997en Boston (Massachusetts) y creció en Hackensack (Nueva Jersey). Es hija del rapero y magnate de los medios Benzino y tiene cinco hermanos. Los padres de Leray se divorciaron después de que su padre dejara The Source. Comenzó a hacer música a los 14 años. En 2011, inspirada por su padre, comenzó a rapear y lanzó sus primeras canciones bajo el nombre de Coi Leray, «Bow Down», con su hermano Taj, y «Rock Back», a través de YouTube. Sin embargo, tanto Leray como su hermano dejaron de rapear poco después. A los 16 años, Leray abandonó la escuela secundaria y comenzó a trabajar en ventas.

## Carrera

### 2018-2020: Inicios de carrera

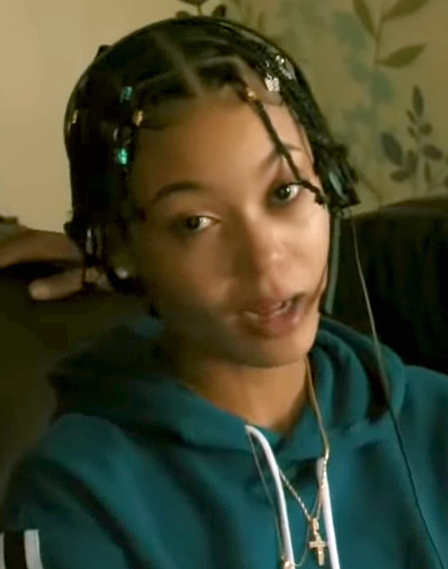
Collins en 2018.

Después de dejar su trabajo, Leray lanzó su sencillo debut, una respuesta a la canción «DTB» de A Boogie wit da Hoodie titulada «G.A.N.», en 2018 a través de SoundCloud. Su primer sencillo, «Huddy», y su mixtape debut, Everythingcoz, se lanzaron en 2018.
En diciembre de 2018, fue incluida como artista destacada junto a LouGotCash en la canción «Save the Day» del rapero estadounidense Ski Mask the Slump God y el cantante Jacquees del álbum de la banda sonora de la película de 2018 Spider-Man: Into the Spider-Verse. Su segundo mixtape, EC2, se lanzó el 18 de enero de 2019 a través de 1801 Records y Republic Records. Acompañó al rapero estadounidense Trippie Redd en su gira Life's a Trip Tour a principios de 2019 y lanzó el sencillo «Good Days» en marzo de 2019. Apareció como artista destacada en la canción «Everything BoZ» de Trippie Redd de su segundo álbum de estudio, !. En abril de 2020, lanzó el sencillo «Better Days» con el rapero estadounidense Fetty Wap, y apareció en el remix del sencillo «Sticky» de la actriz estadounidense Keke Palmer en mayo de 2020. Leray lanzó su obra extendida debut, Now or Never, en agosto de 2020.

### 2021-presente:TrendsetteryCoi
El sencillo de Leray «No More Parties» se lanzó en enero de 2021 y se convirtió en su primera canción en aparecer en el Billboard Hot 100, alcanzando el puesto 26. En febrero de 2021 se lanzó un remix de la canción con el rapero estadounidense Lil Durk, para el cual Reel Goats dirigió un video musical y se lanzó el mes siguiente. «No More Parties» fue certificado platino por la Recording Industry Association of America (RIAA) en mayo de 2021. Leray lanzó el sencillo «Big Purr (Prrdd)» en marzo de 2021, con la voz del rapero estadounidense Pooh Shiesty, que debutó en el número 69 en el Billboard Hot 100. Protagonizó el video musical del sencillo «Track Star» del rapero estadounidense Mooski en abril de 2021, y protagoniza la serie de Whistle Coi Vs. a partir de abril de 2021. También en abril de 2021, hizo su debut en televisión, interpretando «No More Parties» en The Tonight Show Starring Jimmy Fallon, y apareció en el remix de la canción «Attachments» de Pressa.
En mayo de 2021, Leray lanzó el sencillo «Bout Me» y apareció como artista destacado en el remix de EarthGang de su canción «Options». Un clip de ella actuando ante una multitud inmóvil y silenciosa en H-Town Memorial Day Mayhem en mayo de 2021 se volvió viral. Al mes siguiente, otro clip de ella actuando ante una multitud que no respondía en Rolling Loud Miami se volvió viral. Apareció en la canción «Boss Bitch» de Rich the Kid y en el remix de la canción «Triple S» de YN Jay, y lanzó la canción «At the Top», con Kodak Black y Mustard, en junio de 2021. Fue incluida en la XXL Freshman Class de 2021 ese mismo mes. Su participación en el XXL Freshman Cypher de 2021 fue ampliamente objeto de burlas en las redes sociales y por parte de los críticos. Leray fue nominada a Mejor artista femenina de hip hop y Mejor artista nuevo en los BET Awards 2021. También apareció en la canción «Ocean Prime» del álbum debut de Bfb Da Packman, Fat Niggas Need Love Too, en junio de 2021.
En julio de 2021, Leray apareció en el remix de «2055» de Sleepy Hallow y apareció en el sencillo «What U Want» con Lil Xxel y Tyga. Lanzó el sencillo «Okay Yeah!» en agosto de 2021. En septiembre de 2021, lanzó el sencillo «Twinnem» con un video musical de la canción. La canción se volvió viral en TikTok y en noviembre de 2021 se lanzó un remix de la canción con DaBaby. También en septiembre, comenzó a viajar como telonera de The Back Outside Tour de Lil Baby junto a Lil Durk. Apareció en la canción de Lonr «Cuffin» de su mixtape Land of Nothing Real 2 en octubre de 2021. En los Premios BET Hip Hop de 2021, fue nominada a Mejor artista nuevo de hip hop.
El 18 de marzo de 2022, Leray lanzó una colaboración con Nicki Minaj «Blick Blick», que debutó y alcanzó el puesto 37 en el Billboard Hot 100. Leray lanzó su álbum de estudio debut, Trendsetter, el 8 de abril de 2022. Incluye colaboraciones con Yung Bleu, Fivio Foreign, Young M.A, G Herbo, H.E.R., Nav, Polo G, Lil Tecca y A Boogie wit da Hoodie, entre otros.
En 2022, Leray lanzó «Players», que se convirtió en su primera canción en solitario en llegar a la lista Hot 100 de Billboard, y el primer éxito entre los 10 primeros donde alcanzó el puesto número 9 en 2023. La canción se benefició de algunos remixes, incluido un remix del club de Jersey de DJ Smallz 732.
En 2023, Leray colaboró en el tema «Self Love» con Metro Boomin, incluido en la banda sonora de Spider-Man: Across the Spider-Verse.

## Vida personal
Leray tiene TDAH. Ha declarado que tiene planes de obtener un título en Artes Culinarias. También,ha citado a Missy Elliott, Lady Gaga,Avril Lavigne,Doja Cat,Bon Jovi,Chief Keef,  Chris Brown, Slick Woodsy Jazzelle Zanaughtti como sus inspiraciones. En 2021, Leray recibió un diploma honorífico del Montclair High School en Montclair, Nueva Jersey. A partir de 2021, vive en Los Ángeles.

## Discografía

### Álbumes de estudio
- Trendsetter (2022)
- Coi (2023)[53]

### Mixtapes
- Everythingcoz (2018)
- EC2 (2019)

### EPs
- Now or Never (2020)

## Premios y nominaciones
| Premio                   | Año  | Trabajo nominado | Categoría                         | Resultado | Ref    |
| ------------------------ | ---- | ---------------- | --------------------------------- | --------- | ------ |
| BET Awards               | 2021 | Ella misma       | Mejor artista nuevo               | Nominada  | [ 34 ] |
| BET Awards               | 2021 | Ella misma       | Mejor artista femenina de hip hop | Nominada  | [ 34 ] |
| BET Awards               | 2023 | Ella misma       | Mejor artista femenina de hip hop | Nominada  | [ 54 ] |
| BET Awards               | 2023 | «Players»        | BET Her                           | Nominada  | [ 54 ] |
| BET Hip Hop Awards       | 2021 | Ella misma       | Mejor nuevo artista de hip hop    | Nominada  | [ 44 ] |
| iHeartRadio Music Awards | 2022 | Ella misma       | Mejor nuevo artista de hip hop    | Nominada  | [ 55 ] |